# Mauro Santambrogio
Mauro Santambrogio (født 7. oktober 1984) er en italiensk tidligere professionel cykelrytter.